# Mikhail Sivakow
Mikhail Syarheyevich Sivakow (Em bielorrusso: Міхаі́л Сярге́евіч Сівако́ў, russo: Михаи́л Серге́евич Сивако́в (Mikhail Sergeevich Sivakov); Minsk, 16 de janeiro de 1988) é um futebolista profissional bielorrusso que atua como zagueiro. Atualmente, joga no Amkar Perm.[carece de fontes?]

## Carreira

### Clubes
Sivakow começou a carreira no BATE Borisov, onde jogou 36 partidas e marcou quatro gols na Vysshaya Liga.
Em 31 de janeiro de 2009, Sivakow foi transferido para o Cagliari por 4 anos. Ele fez sua estréia na Serie A em 8 de novembro de 2009, substituindo Davide Biondini nos últimos minutos, contra a Sampdoria. Em 27 de janeiro de 2010, ele foi emprestado ao Piacenza.
Em 28 de janeiro de 2011, Sivakow foi novamente emprestado, dessa vez para o Wisła Kraków. Ele é mais lembrado no time polonês por seu gol do meio de campo contra o Lechia Gdańsk.
Em 25 de agosto de 2011, Sivakow deixou o Cagliari para se transferir ao Zulte Waregem. Ele assinou um contrato de quatro anos com o clube.
Em 28 de janeiro de 2015, Sivakow assinou um contrato de seis meses com o Qəbələ. Sivakow deixou o clube azeri no final de seu contrato.
Em junho de 2015, Sivakow assinou um contrato de dois anos com o Zorya Luhansk.
Em 19 de janeiro de 2017, Sivakow assinou com o Orenburg.
Em julho de 2017, Sivakow assinou um contrato de dois anos com o Amkar Perm.[carece de fontes?]

### Internacional
Sivakow jogou na Seleção Bielorrussa de Futebol sub-17 de 2004 à 2005, e em 2006, com a sub-19. Em 2008, Sivakow fez parte do elenco da seleção nacional sub-21. Ele fez seu primeiro jogo no sub-21 em 14 de outubro de 2008, e marcou um gol aos 39 minutos do 1º tempo contra a Turquia.[carece de fontes?] Sivakow fez parte do sub-21 que disputou o Campeonato Europeu de Futebol Sub-21 de 2009, mas saiu ainda na fase de grupos. Dois anos mais tarde, ele se tornou capitão da seleção nacional sub-21. Ele também foi capitão de sua seleção no Torneio Internacional de Toulon de 2012, jogando em todas as três partidas e marcando um gol. Sivakow fez sua estréia pela seleção principal de seu país em 2 de junho de 2010 na derrota de 1 a 0 para a Suécia, depois de entrar no 2º tempo.